# Nunatak Gvozd’
Der Nunatak Gvozd’ (englische Transkription von russisch Нунатак Гвоздь Nunatak Gwosd, deutsch ‚Nagel-Nunatak‘) ist ein Nunatak im Palmerland auf der Antarktischen Halbinsel. Er ragt am Westrand des Dyer-Plateaus auf.
Russische Wissenschaftler benannten ihn deskriptiv.